# Skattkärr
Skattkärr är en tätort i Karlstads kommun, beläget drygt 10 km öster om Karlstads centrum, och passeras via E18. 

## Namnet
Namnet påträffas i offentlig handling först 1610 då det blev Skattetorp. Första delen av namnet kommer från ordet "skatt" och efterledet "kärr" kommer av att platsen var svårbrukad och utnyttjades i första hand till lövtäkt och bete.
Fram till 1860-talet hette Skattkärr officiellt Björknäs.
Det sägs att namnbytet till Skattkärr, vilket skedde i samband med att järnvägen i söder drogs fram, var på grund av att en station med namnet Björknäs redan fanns.

## Historia
För gården Björknäs finns belägg sedan 1397
1898 grundades Skattkärrs Tegelaktiebolag. Efter utbyggnad 1902 kom det även att omfatta en kakelfabrik och bytte namn till Skattkärrs Tegel- och Kakelfabrik. Under ingenjör Ivar Tjernelds ledning de kommande åren växte verksamheten, med en produktionstakt på runt 1500 ugnar per år, och 80-talet anställda. Under 1910-talet kom kakelugnen att möta en allt hårdare konkurrens av andra modernare uppvärmningsmetoder i städerna, och produktionen minskade. Efter att kakelfabriken totalförstörts i en brand 1920 återuppbyggdes den i stället som tegelbruk. 1959 var det dags för tegelbruket att läggas i aska av en ny brand, vilken innebar slutet på tegeltillverkningen i Skattkärr. 
På orten fanns även en såg.

## Befolkningsutveckling
| Befolkningsutvecklingen i Skattkärr 1960–2020 | Befolkningsutvecklingen i Skattkärr 1960–2020 | Befolkningsutvecklingen i Skattkärr 1960–2020 | Befolkningsutvecklingen i Skattkärr 1960–2020 | Befolkningsutvecklingen i Skattkärr 1960–2020 |
| --------------------------------------------- | --------------------------------------------- | --------------------------------------------- | --------------------------------------------- | --------------------------------------------- |
|                                               |                                               |                                               |                                               |                                               |
| År                                            |                                               |                                               | Folkmängd                                     | Areal (ha)                                    |
| 1960                                          | 1960                                          |                                               | 1 237                                         |                                               |
| 1965                                          | 1965                                          |                                               | 1 486                                         |                                               |
| 1970                                          | 1970                                          |                                               | 1 632                                         |                                               |
| 1975                                          | 1975                                          |                                               | 1 593                                         |                                               |
| 1980                                          | 1980                                          |                                               | 1 571                                         |                                               |
| 1990                                          | 1990                                          |                                               | 1 989                                         | 204                                           |
| 1995                                          | 1995                                          |                                               | 2 086                                         | 207                                           |
| 2000                                          | 2000                                          |                                               | 2 133                                         | 207                                           |
| 2005                                          | 2005                                          |                                               | 2 105                                         | 211                                           |
| 2010                                          | 2010                                          |                                               | 2 135                                         | 207                                           |
| 2015                                          | 2015                                          |                                               | 1 979                                         | 170                                           |
| 2020                                          | 2020                                          |                                               | 1 961                                         | 171                                           |
|                                               |                                               |                                               |                                               |                                               |

## Samhället
I Skattkärr finns det grundskola (låg och mellanstadium), tre förskolor och flera aktiva föreningar (bland annat Skattkärrs IF, Skattkärrs IK och SIF Orientering). I Skattkärr finns även Svenska kyrkan och flera frikyrkor som driver barn- och ungdomsverksamhet.

## Kommunikationer
Allmänna kommunikationer till Skattkärr sker i dagsläget främst genom länsbuss. Busslinje 501 mot Väse åker genom Skattkärr via Skattkärrsvägen.